# 크리스 존슨 (모델)
크리스 존슨(Kris Johnson, 1987년 10월 25일 ~ )은 대한민국에서 활동하는 미국인 MC, 방송인, 강사이다.

## 주요 이력
그는 미국 캘리포니아 주 새너제이에서 출생하였고 학창시절을 보낸 후, 미국 하원의원 추천서를 받아 미국육군사관학교(WEST POINT)입학하였다. 두뇌, 체력, 승부기질이 뛰어나나 군대문화가 적성에 맞지않아 1학년 학업을 마치고 캘리포니아 주립대학으로 편입 한다. 졸업 전 한국 교환학생으로 오게 되어 5년 연상의 한국인 여성 노선미와 결혼하여 부인과 사이에 슬하 2녀가 있고 (예담 존슨, 세린 존슨) 그의 현재 거주지는 대한민국 서울이다.

## 주요 경력
미국 캘리포니아 주 새너제이 출생이며 미국에서 대학 학사 학위 마친 그는 2014년 1월 대한민국 KT olleh LTE CF 광고를 통하여 대한민국 광고 모델 데뷔하였으며 이후 MBC, KBS , SBS, EBS 등의 TV 프로그램에서 "종암동 사위 크서방"으로 얼굴을 먼저 알린 그는 이후 각종 예능프로그램과  방송인으로 활약하고 있다.
유튜브 채널로는 크리스이슈<Kris Issue> 운영.  한국에서 사는 외국인들과 한국, 한국어, 한국음식, 여러 이슈로 만담 토론하는 채널을 운영중이다. 타고난 만담꾼이며 훌륭한 미식가이자 여러나라의 음식을 좋아하는 편이다. 한국어 할 땐 탁월한 재치와 사자성어를 꽤 구사하는 편이고 영어를 할땐 인텔리한 모습으로 바뀐다.

## 출연작

### TV 프로그램
- KBS1 《이슈 Pick, 쌤과 함께》
- SBS 《신발 벗고 돌싱포맨》
- TVN 《여권 들고 등짝스매싱》
- 채널A 《선넘은 패밀리》
- 국방TV 《페이스:北》
- SBS Plus 《오픈런》
- KBS1 《TV쇼 진품명품》
- MBCevery1 《어서와~ 한국은 처음이지?》
- MBC 《세바퀴》
- KBS2 《출발 드림팀 시즌 2》
- SBS 《자기야 백년손님》
- EBS 《EBS English 크리스의 아재 영어》
- EBS 《최고의 요리 비결》

### 라디오 프로그램
- KBS COOL FM 《굿모닝 팝스 Screen English》
- EBS FM 《English Go Go》
- EBS FM 《Easy Engligh》
- MBC 표준FM 《여성시대》

## 학력
- 미국 육군사관학교(West Point in U.S.A.) 중퇴
- 미국 UC Davis 역사학과 학사

## 기타 이력
- 2016~2022년 대구광역시 달성군 홍보대사
- 2024~2026년 전남 홍보대사
- 2025 한돈 홍보대사